# Kasti (Sarema)
Kasti – wieś w Estonii, w prowincji Sarema, w gminie Kaarma. Pod koniec 2004 roku wieś zamieszkiwały 24 osoby.